# Sir Ivor
Sir Ivor (1965-1995) est un cheval de course pur-sang anglais, participant aux courses de plat, appartenant à Raymond Guest et entraîné en Irlande par Vincent O'Brien.

## Carrière de course
Né aux États-Unis, Sir Ivor passe aux ventes de yearling où l'homme d'affaires et ambassadeur américain en Irlande, Raymond Guest, l'acquiert pour 42 000 $ (l'équivalent de 340 000 $ en 2020) et le nomme d'après son grand père, Sir Ivor Guest. Le poulain est envoyé en Irlande et confié à Vincent O'Brien, qui le fait débuter au Curragh en 1967. Sir Ivor révèle vite son talent et enchaîne trois victoires dont les National Stakes, la course la plus importante pour les 2 ans irlandais. Il est alors envoyé en France pour disputer le Grand Critérium et s'y impose brillamment. Pendant ce temps, un autre 2 ans nommé Vaguely Noble défraie la chronique et surclasse l'opposition dans le Racing Post Trophy. Les deux meilleurs poulains de leur génération s'évitent à 2 ans. 
L'année suivante, la voie est libre pour Sir Ivor. Vaguely Noble en effet n'a pas été engagé dans les classiques britanniques et il est passé sur le ring des ventes de 2 ans où, contre une somme rondelette, il s'en est allé poursuivre sa carrière en France. Sir Ivor ne rencontre donc pas d'opposition ni dans les 2000 Guinées, ni dans le Derby d'Epsom où il s'impose au prix d'une splendide accélération. Cependant la série de victoires du poulain s'arrête au Curragh, où il est défait dans l'Irish Derby par Ribero. Et il ne peut faire mieux ensuite que troisième des Eclipse Stakes, battu par les 4 ans Royal Palace (lauréat du Derby 1967) et le Français Taj Dewan. À l'automne, Sir Ivor va enfin rencontrer Vaguely Noble, lequel a remporté quatre de ses cinq sorties. C'est le Prix de l'Arc de Triomphe qui doit les départager, et c'est finalement Vaguely Noble qui s'impose, très brillamment et par 3 longueurs, tandis que Sir Ivor termine 4 longueurs devant le reste du peloton. Si la victoire de Vaguely Noble est sanctionnée d'un rating Timeform exceptionnel de 140, sont dauphin récolte un 135 déjà hors du commun. Mais la longue saison de Sir Ivor n'est pas encore terminée. On le retrouve au départ des Champion Stakes, où il s'impose facilement, et puis de l'autre côté de l'Atlantique en novembre, où il domine dans le Washington, D.C. International Czar Alexander et le meilleur américain sur le gazon Fort Marcy. Après avoir remporté dans quatre pays différent l'équivalent de cinq groupe 1 (le système des courses de groupe ayant été mis en place en 1971, il n'existait pas à son époque) la carrière de Sir Ivor s'achève. Il est élu cheval de l'année en Angleterre et vu comme un grand vainqueur de Derby. Dans leur livre A Century of Champions, John Randall et Tony Morris le classent à la septième position dans leur liste des meilleurs chevaux irlandais du 20e siècle. Vincent O'Brien lui-même le considérait comme le meilleur cheval qu'il ait entraîné avec le grand Nijinsky. Il fait l'objet d'un documentaire sorti en salle en Angleterre en 1969, intitulé The Year of Sir Ivor.

### Résumé de carrière
| Date         | Hippodrome   | Pays        | Course                         | Distance    | Jockey      | Place       | Écart       | Vainqueur ou deuxième |
| 1967, 2 ans  | 1967, 2 ans  | 1967, 2 ans | 1967, 2 ans                    | 1967, 2 ans | 1967, 2 ans | 1967, 2 ans | 1967, 2 ans | 1967, 2 ans           |
| ------------ | ------------ | ----------- | ------------------------------ | ----------- | ----------- | ----------- | ----------- | --------------------- |
| Juin         | Curragh      | Irlande     | Tyros Stakes                   | 1 200 m     | L. Ward     | 6e / 13     |             | Mistigo               |
| Juillet      | Curragh      | Irlande     | Probationers' Stakes           | 1 400 m     | L. Ward     | 1er / 11    | enc.        | Mistigo               |
| Septembre    | Curragh      | Irlande     | National Stakes                | 1 400 m     | L. Ward     | 1er / 9     | 3           | Candy Cane            |
| 15 octobre   | Longchamp    | France      | Grand Critérium                | 1 600 m     | L. Piggott  | 1er / 13    | 3           | Pola Bella            |
| 1968, 3 ans  |              |             |                                |             |             |             |             |                       |
| 5 avril      | Ascot        | Royaume-Uni | 2000 Guineas Trial             | 1 400 m     | L. Piggott  | 1er / 7     | 1/2         | Dalry                 |
| 1er mai      | Newmarket    | Royaume-Uni | 2000 Guineas                   | 1 600 m     | L. Piggott  | 1er / 10    | 1 ½         | Petingo               |
| 29 mai       | Epsom        | Royaume-Uni | Derby                          | 2 400 m     | L. Piggott  | 1er / 13    | 1 ½         | Connaught             |
| 29 juin      | Curragh      | Irlande     | Irish Derby                    | 2 400 m     | L. Ward     | 2e / 14     | 2           | Ribero                |
| 6 juillet    | Sandown Park | Royaume-Uni | Eclipse Stakes                 | 2 000 m     | L. Piggott  | 3e / 5      | 3/4         | Royal Palace          |
| 29 septembre | Longchamp    | France      | Prix Henry Delamarre           | 2 400 m     | L. Piggott  | 2e / 10     | 1/2         | Prince Sao            |
| 6 octobre    | Longchamp    | France      | Prix de l'Arc de Triomphe      | 2 400 m     | L. Piggott  | 2e / 17     | 3           | Vaguely Noble         |
| 19 octobre   | Newmarket    | Royaume-Uni | Champion Stakes                | 2 000 m     | L. Piggott  | 1er / 6     | 2 ½         | Locris                |
| 11 novembre  | Laurel Park  | États-Unis  | Washington, D.C. International | 2 400 m     | L. Piggott  | 1er / 8     | 3/4         | Czar Alexander        |

## Au haras
Après sa victoire américaine, Sir Ivor est syndiqué et vendu. Il reste aux États-Unis pour sa seconde carrière et s'installe au grand haras Claiborne Farm à Paris, dans le Kentucky. Il fut un excellent et influent reproducteur, notamment comme père de mères. Parmi ses meilleurs produits, on peut citer (avec le nom du père de mère entre parenthèses) : 
- Sir Tristram (Round Table) : l'un des plus grands étalons du 20e siècle en Australie, où il est six fois tête de liste.
- Ivanjica (Vieux Manoir) : Prix de l'Arc de Triomphe, Poule d'Essai des Pouliches, Prix Vermeille.
- Cloonlara (Baldric) : Phoenix Stakes, meilleure 2 ans de l'année en Europe (1976).
- Lady Capulet (Tom Fool) : Irish 1000 Guineas. Mère de El Prado, d'où les grands étalons Medaglia d'Oro et Kitten's Joy.
- Optimistic Gal (Traffic Judge) : Matron Stakes, Selima Stakes, Frizette Stakes, Alabama Stakes, Delaware Handicap, Spinster Stakes, Kentucky Oaks.
- Godetia (Native Dancer) : Irish 1000 Guineas, Irish Oaks.
- Bates Motel (T.V. Lark) : cheval d'âge de l'année sur le gazon aux États-Unis (1983)

Son influence se poursuit notamment via sa fille Foreign Courier, devenue mère du grand étalon Green Desert (par Danzig).

## Origines
Sir Ivor est né des œuvres de Sir Gaylord, le demi-frère du légendaire Secretariat, qui était favori du Kentucky Derby en 1962 lorsqu'il se blessa quatre jours avant l'épreuve. Sir Gaylord est devenu un bon étalon, aux États-Unis puis en France, donnant également le très influent Habitat. La mère de Sir Ivor, Attica, avait montré de la qualité en course et se recommandait de sa troisième mère, la championne Alcibiades (Kentucky Oaks, Arlington Oaks, Debutante Stakes), génitrice également du très bon Menow (Pharamond), meilleur 2 ans américain en 1937 et bon étalon, père notamment du crack Tom Fool.

### Pedigree
| Origines de Sir Ivor (USA), mâle bai né en 1965 | Origines de Sir Ivor (USA), mâle bai né en 1965 | Origines de Sir Ivor (USA), mâle bai né en 1965 | Origines de Sir Ivor (USA), mâle bai né en 1965 |
| ----------------------------------------------- | ----------------------------------------------- | ----------------------------------------------- | ----------------------------------------------- |
| Père Sir Gaylord                                | Turn-To                                         | Royal Charger                                   | Nearco                                          |
| Père Sir Gaylord                                | Turn-To                                         | Royal Charger                                   | Sun Princess                                    |
| Père Sir Gaylord                                | Turn-To                                         | Source Sucree                                   | Admiral Drake                                   |
| Père Sir Gaylord                                | Turn-To                                         | Source Sucree                                   | Lavendula                                       |
| Père Sir Gaylord                                | Somethingroyal                                  | Princequillo                                    | Prince Rose                                     |
| Père Sir Gaylord                                | Somethingroyal                                  | Princequillo                                    | Cosquilla                                       |
| Père Sir Gaylord                                | Somethingroyal                                  | Imperatrice                                     | Caruso                                          |
| Père Sir Gaylord                                | Somethingroyal                                  | Imperatrice                                     | Cinqpace                                        |
| Mère Attica                                     | Mr Trouble                                      | Mahmoud                                         | Blenheim                                        |
| Mère Attica                                     | Mr Trouble                                      | Mahmoud                                         | Mah Mahal                                       |
| Mère Attica                                     | Mr Trouble                                      | Motto                                           | Sir Gallahad                                    |
| Mère Attica                                     | Mr Trouble                                      | Motto                                           | Maxima                                          |
| Mère Attica                                     | Athenia                                         | Pharamond                                       | Phalaris                                        |
| Mère Attica                                     | Athenia                                         | Pharamond                                       | Selene                                          |
| Mère Attica                                     | Athenia                                         | Salamina                                        | Man o'War                                       |
| Mère Attica                                     | Athenia                                         | Salamina                                        | Alcibiades (famille 8-g)                        |